# توهم کانون توجه بودن
توهم کانون توجه بودن یا اثر نورافکن (به انگلیسی: spotlight effect) پدیده‌ای به معنای روان‌شناختی است که در آن افراد تمایل دارند باور کنند که بیشتر از آن چیزی که واقعاً وجود دارد مورد توجه و در کانون تفکرات دیگران قرار دارد. از آنجایی که فرد، شخصیت اصلی زندگی خود است و در مرکز فضای ادراکی خود قرار دارد، ارزیابی دقیق اینکه چقدر مورد توجه دیگران قرار گرفته است برایش سخت و دشواراست. اثر نورافکن ها، معمولاً زمانی رخ می‌دهد که شخص به این نکته توجه نمی‌کند که اگرچه مرکز دنیای خودش به حساب می‌آید، اما مرکز دنیای دیگر اقراد نمی باشد. این پدیده روان‌شناختی به ویژه وقتی که فرد کار غیرمعمولی راانجام می‌دهد به وقوع می‌پیوندد.
افراد معمولاً فکر می‌کنند که اعمال آن‌ها تأثیر بسیار مهمی در جهان اطراف‌شان ایجاد می‌کنند؛ در صورتی که در واقعیت ممکن است این‌گونه نباشد. افراد دارای این گرایش‌های روان‌شناختی دائماً درحال ارزیابی میزان توجهات به خودشان هستند. تحقیقات به‌طور تجربی نشان داده است که چنین برداشت بیش از اندازه از کانون توجه بودن به‌طور گسترده‌ای در بین انسان‌ها رایج است. بسیاری از متخصصان روان‌شناسی اجتماعی مردم را تشویق می‌کنند که از تأثیر نورافکن آگاه باشند تا بتوانند باورهای خود مبنی بر آنکه همه نگاه‌ها به رفتارهای آن‌ها است را تعدیل کنند.
مفهوم اثر نورافکن توسط توماس گیلوویچ، ویکتوریا هاستد مدوک و کنت ساویتسکی ابداع شد.
این
پدیده برای اولین بار در دنیای روان‌شناسی در مجلۀ گرایش‌های معاصر در علوم روانشناختی در سال
۱۹۹۹ مطرح شد. با اینکه این اولین باری بود که این اثر در قالب یک اصطلاح علمی نامگذاری می‌شد، اما
توصیف مفهومی آن پیش‌تر نیز انجام شده بود. قبل از سال ۱۹۹۹، مطالعات دیگری صورت گرفته بود که در
آن‌ها به پدیده‌های مشابه اثر نورافکن اشاره و پرداخته شده بود. توماس گیلوویچ نیز سال‌ها بود که
به مطالعۀ این پدیده می‌پرداخت و مقالات تحقیقاتی دیگری را نیز در سال‌های پیش از کار مشترک
خود با ساویتسکی به رشتۀ تحریر درآورده بود. در نهایت او در مطالعۀ مشترک خود با هاستد مدوک
و ساویتسکی، با ترکیب اثرهای مختلفی که قبلاً مشاهده نموده بود، موفق شد اثر نورافکن را توصیف کند.